# Culinária do Nepal

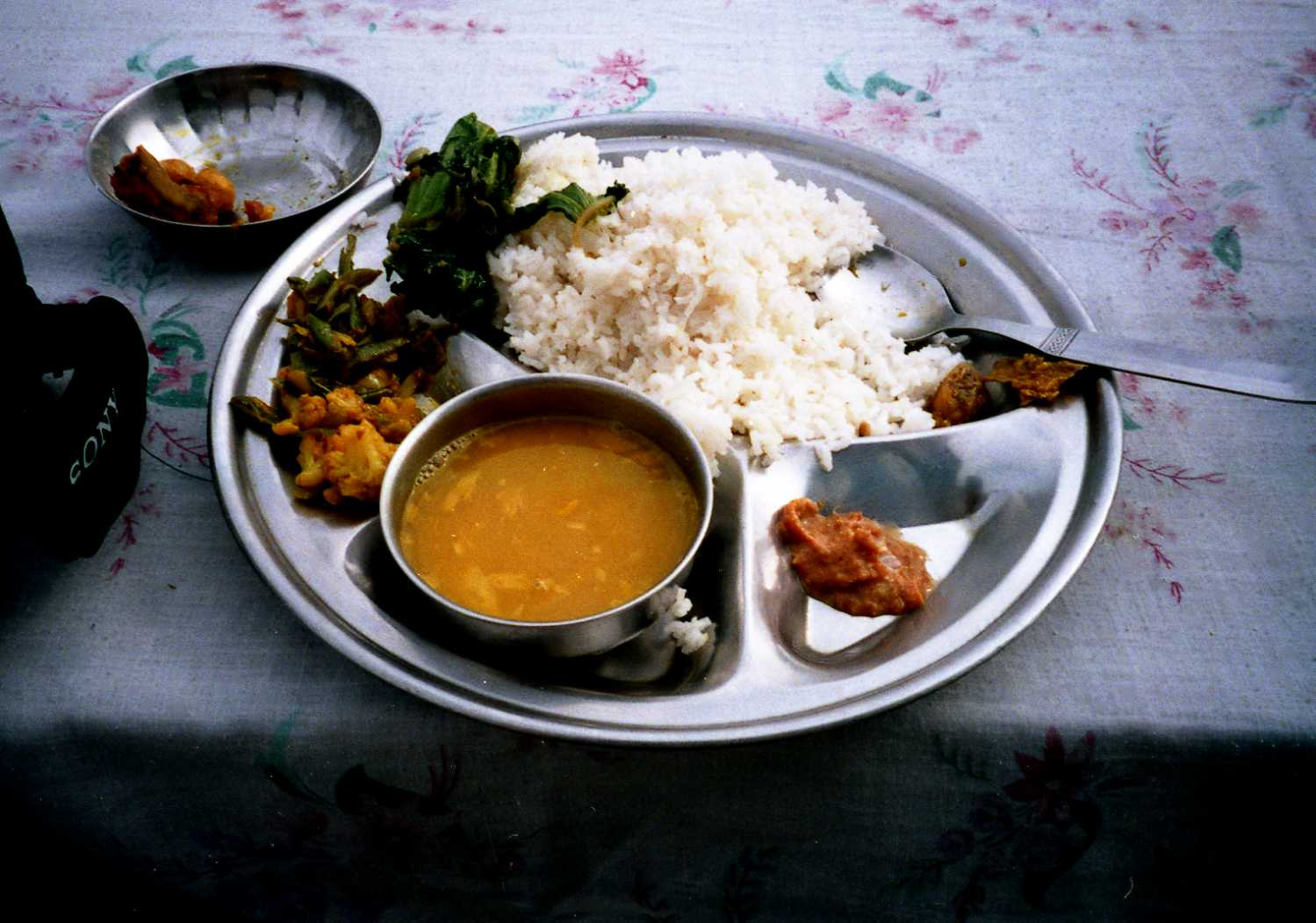
Dal-bhat-tarkari

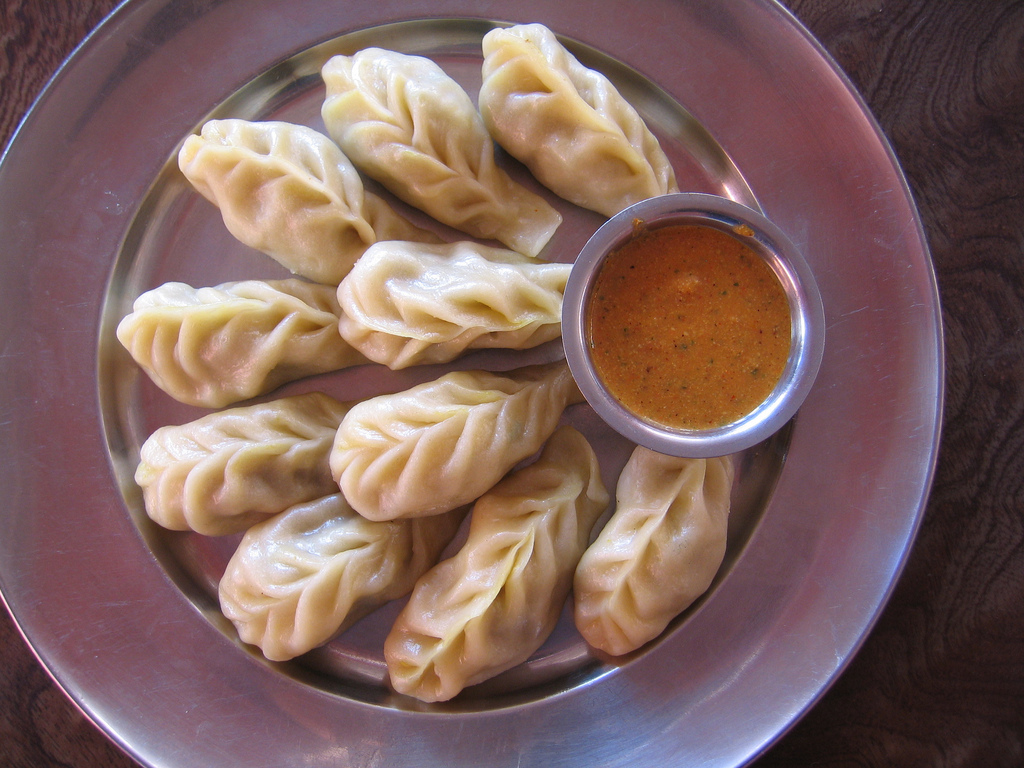
Bandeja com Momo no Nepal

Culinária Nepalesa refere-se a típica cozinha do Nepal. A diversidade cultural e geográfica de Nepal fornece um amplo espaço para uma variedade de pratos com base na etnia, no solo e no clima. No entanto o Dal Bhat tarkari ( Nepali : दाल भात तरकारी ) é consumido em todo o país. Dal é uma sopa feita de lentilhas e grãos cozidos,  geralmente arroz (Bhat), mas às vezes um outro tipo de grão, e acompanhado com vegetais. Os condimentos são geralmente pequenas quantidades de extremamente picantes picles conhecidos como Achaar (अचार), que podem ser frescos ou fermentados, sendo a variedade destes surpreendente. Outros acompanhamentos podem ser fatias de limão, laranja ou chili fresco.
Alguns alimentos têm origens híbridas na culinária chinesa, tibetiana e indiana, por exemplo o  momo, bolinhos originarios do Tibete, já importantes na  culinária Newar. Os Momos eram originalmente recheados com carne de búfalo, mas agora também é utilizada a carne de cabra ou galinha, bem como preparações vegetarianas. Existem também alimentos especiais, como o Sel roti e o Patre, comidos durante o festival de Tihar., similar ao Kebab Recentemente novas variedades de alimentos foram introduzidas, como certos tipos de espetinhos de carne semelhante ao kebab.
Os nepaleses têm recentemente utilizado o Macarrão instantâneo como fast-food que podem ser preparados e consumidos muito mais rapidamente do que o tradicional Dhal Bhat.

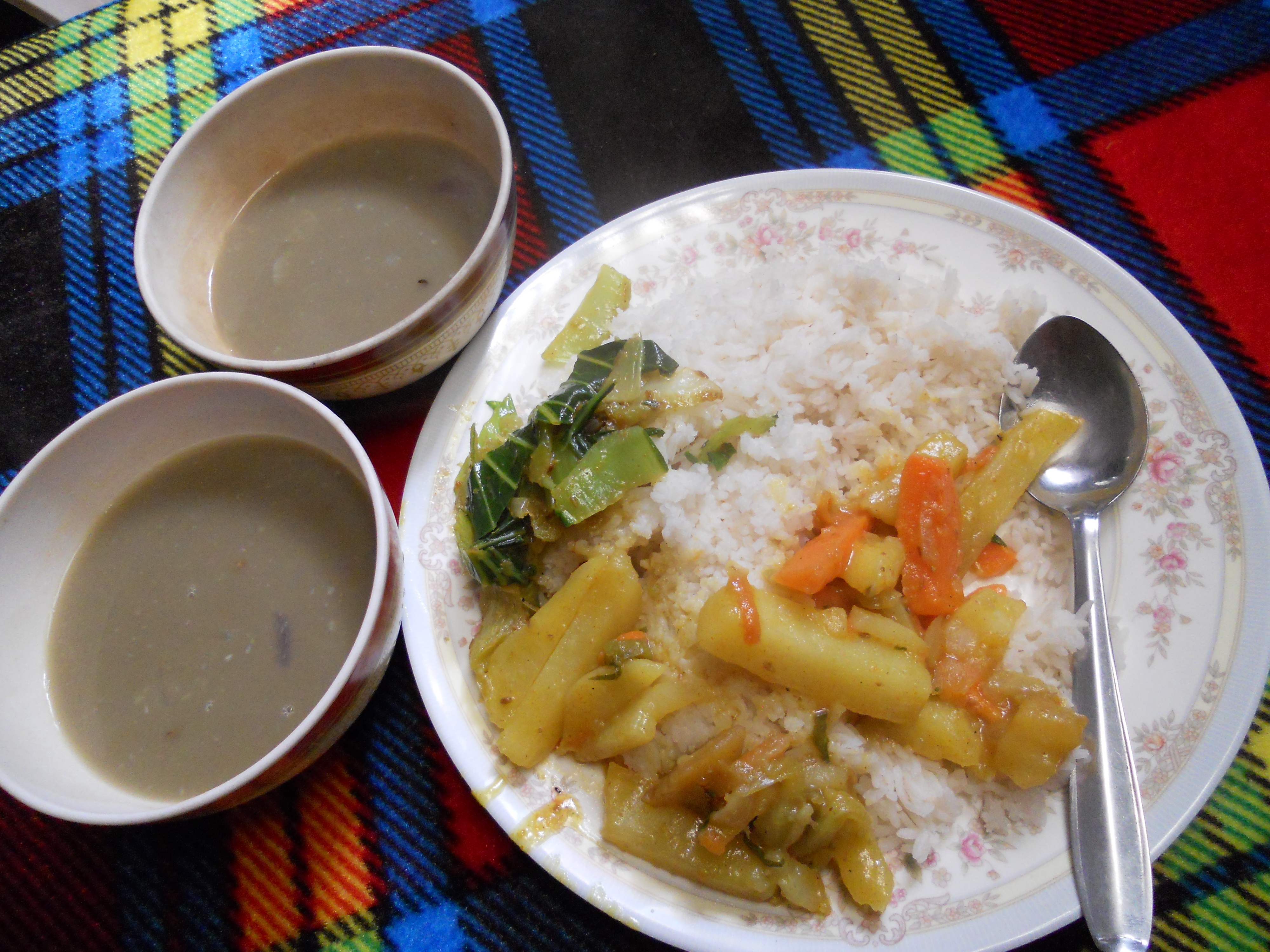
Típica refeição Nepali
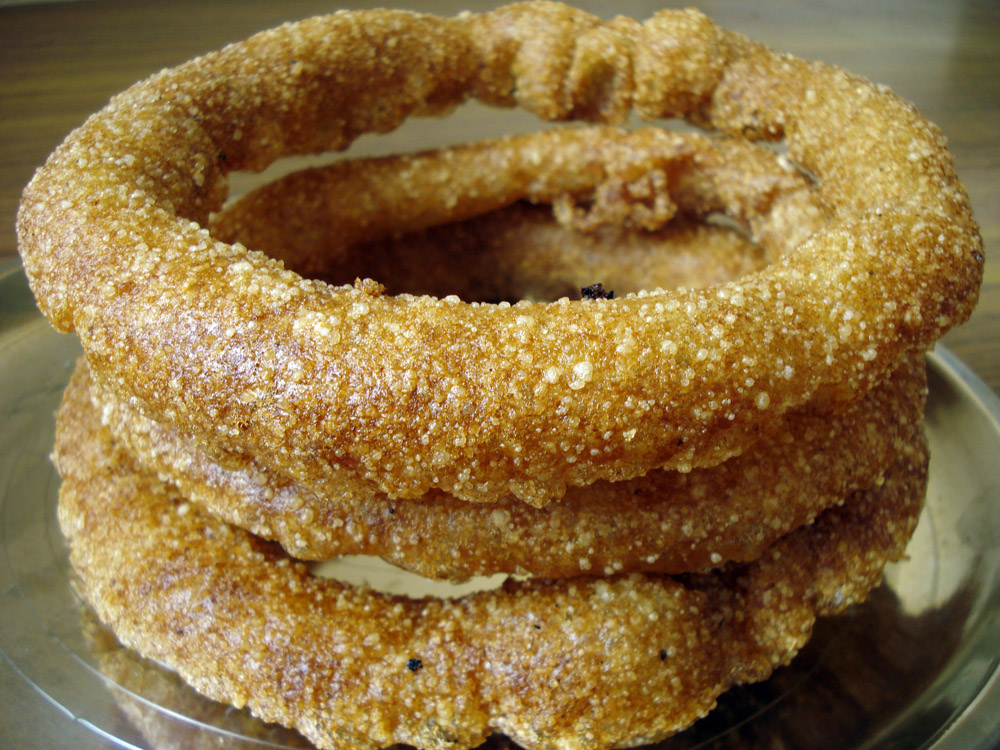
Sel Roti
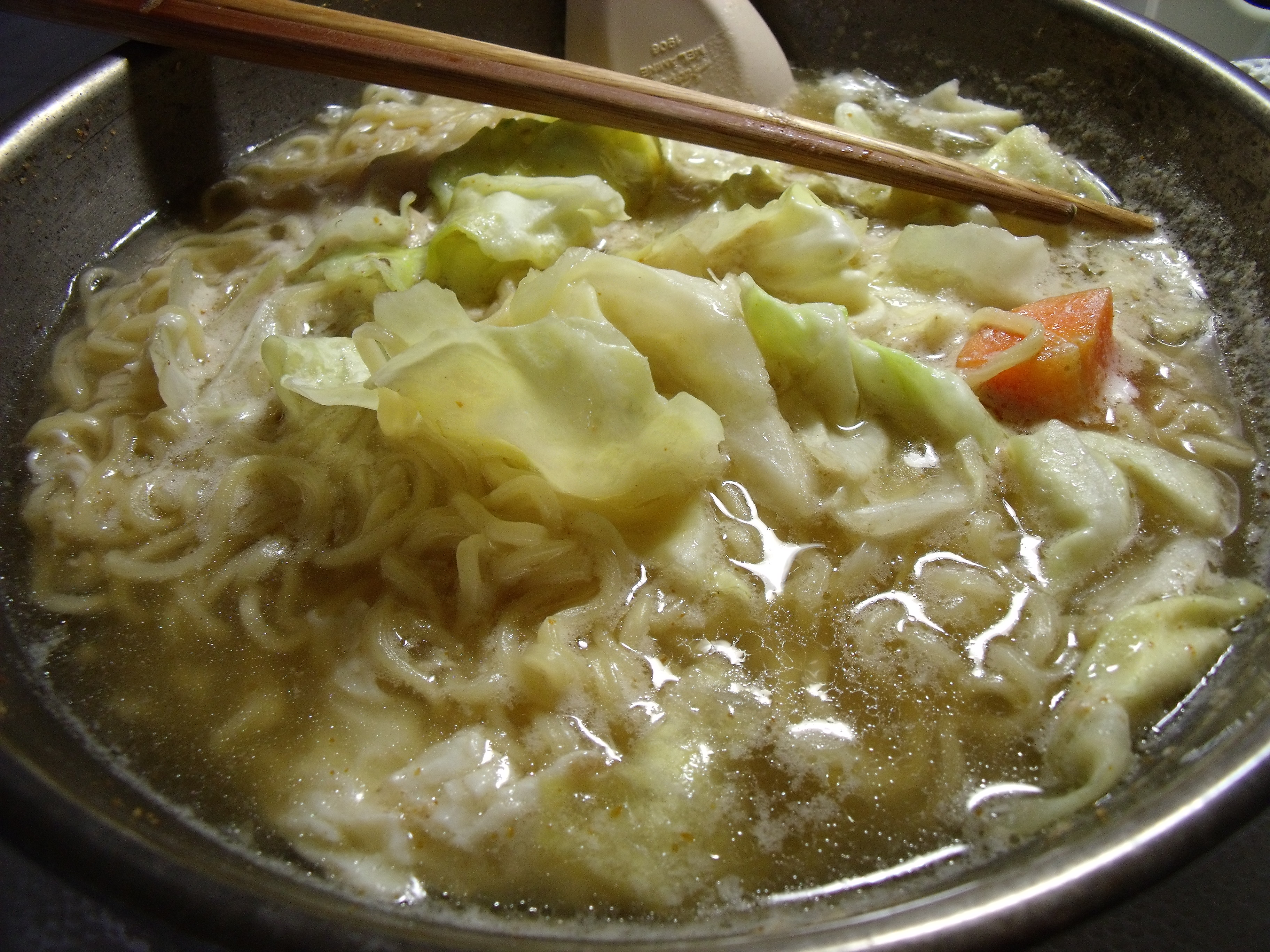
Vegetais e ovos com Macarrão instantâneo